# Fundación Unidad Deportiva Cultural Cristiana
Fundación UDC es un equipo de fútbol profesional con sede en la ciudad de Pampatar, Estado Nueva Esparta, que actualmente participa en la Tercera División de Venezuela, torneo organizado por la Federación Venezolana de Fútbol. Disputa sus partidos de local en la Ciudad Deportiva, ubicada en la ciudad de Pampatar, Estado Nueva Esparta, con capacidad para 4500 personas.

## Historia
Debutó en la Tercera División de Venezuela, en el Torneo Nivelación 2014. Debutaron de visitante ante el equipo Petroleros de Anzoátegui, obteniendo una victoria de 0-1. Se ubicaron segundos del Grupo Oriental I, tras acumular 19 puntos, producto de 6 victorias y 1 empate y de esta manera ascendió a la segunda división promoción y permanencia del fútbol profesional venezolano de la mano de Oscar Fernando Cruz y Gabriel Orozco 

## Datos del club
- Temporadas en 1.ª División: Ninguna
- Temporadas en 2.ª División: Ninguna.
- Temporadas en 3.ª División: 4 (2013-2014), (2014-2015), Adecuación 2015), (2016)